# Breistroff-la-Grande
Breistroff-la-Grande é uma comuna francesa na região administrativa do Grande Leste, no departamento de Mosela. Estende-se por uma área de 10.63 km², e possui 729 habitantes, segundo o censo de 2018, com uma densidade de 69 hab/km².
A comuna é composta por Breistroff-la-Grande, Boler e Évange.
Breistroff-la-Grande está localizada entre Thionville e Luxemburgo (Frisange e Mondorf-les-Bains), entre Rodemack, Boust, Dodenom/Roussy-le-Bourg, atrás da Central Nuclear de Cattenom.
Brasão de armas: Dividido em faixas de ouro e azul com seis peças, e em ouro um urso negro ereto, com colar vermelho.
À direita, as armas de Rodemack, à esquerda o urso da abadia de Saint Maximin, ambos senhores do lugar.

## Geografia
Breistroff-la-Grande oferece um panorama composto por florestas, campos e prados ideais para exploração e caminhadas. A municipalidade está localizada a poucos quilômetros da fronteira franco-luxemburguesa, no cantão de Cattenom.
Hidrografia
A municipalidade está localizada na bacia hidrográfica do Reno, parte da bacia do Reno-Mosa. Ela é drenada pelo riacho Boler, pelo riacho Breistroff, pelo riacho Weihergraben e pelo riacho Klingenbach.
O Boler, com um comprimento total de 22,5 km, tem sua origem na municipalidade de Zoufftgen e deságua no Mosela em Gavisse, após passar por oito municipalidades.
A qualidade da água dos principais cursos d'água na municipalidade, especialmente do riacho Boler, pode ser verificada em um site dedicado gerenciado por agências de água e pela Agência Francesa para a Biodiversidade.

## Urbanismo
Tipologia
Breistroff-la-Grande é uma municipalidade rural, pois faz parte de municipalidades com densidade populacional baixa ou muito baixa, de acordo com a grade de densidade municipal do INSEE.
Além disso, a municipalidade faz parte da área de atração do Luxemburgo (parte francesa), da qual é uma municipalidade de coroa[9]. Essa área, que inclui 115 municipalidades, é categorizada em áreas com 700.000 habitantes ou mais (excluindo Paris).
Uso da Terra
O uso da terra na municipalidade, conforme indicado pelo banco de dados europeu de cobertura terrestre (Corine Land Cover - CLC), é caracterizado pela importância dos territórios agrícolas (84,5% em 2018), uma proporção quase equivalente à de 1990 (85,7%). A distribuição detalhada em 2018 é a seguinte: terras aráveis (45%), prados (32,7%), florestas (11,8%), áreas agrícolas heterogêneas (6,8%), áreas urbanizadas (3,6%). A evolução do uso da terra na municipalidade e sua infraestrutura podem ser observadas em várias representações cartográficas do território: o mapa de Cassini (século XVIII), o mapa estatal (1820-1866) e as fotos aéreas ou mapas do IGN para o período atual (de 1950 até hoje).

## Toponímia
Bistorff (1450), Bresdorff (século XVII), Breystroff (1606), Breistorff (1616), Breisdorff (1681), Brestroff (1735), Brensdorff e Brenstorff (1740), Breistroff la Grande (1793), Braistroff (mapa de Cassini).
Em Francônio da Lorena: Grouss-Breeschtrëf e Grouss-Breeschdrëf. Em Alemão: Breisdorf (1871-1918).
Evange: Effingen (1450), Elfingen (1572), Ewinges e Euwingen (1681), Eving (1756), Ewingen-sous-Breisdorf. Ewingen em Alemão. Iewéngen e Iewéng em Francônio da Lorena.
Boler: Boler (1606), Boulers/Boullers (1681), Bollers (século XVIII). Bouler em Francônio da Lorena.

## Linguística
O dialeto franco da Rodemack difere muito pouco do falado em Esing, Faulbach, Semming, Fixem, Évange, Boler, Basse-Parthe, Haute-Parthe e Boust. Essas dez localidades têm praticamente o mesmo sistema de vogais e o mesmo número de ditongos (o dialeto de Rodemack tem 10), formando uma pequena área linguística onde apenas algumas palavras diferem dentro dessa área.
Além disso, o ditongo [ëu] presente em Évange corresponde ao vogal longo [ö] presente em Breistroff-la-Grande. Em outras palavras, o ditongo [ëu] existe no dialeto de Évange, mas não existe no dialeto de Breistroff-la-Grande.

## História
1. Ferramentas de Pedra Pré-Históricas: Descobertas de ferramentas de pedra pré-históricas que datam do Paleolítico Médio ao Neolítico.
2. Silo Proto-histórico: Descoberta de um silo proto-histórico, fragmentos de cerâmica e uma mó de grãos da Idade do Ferro.
3. Estrada Romana: Identificação de uma estrada romana que conecta Metz à cidade imperial de Tréveris.
4. Sítios Galo-Romanos: Vários sítios com evidências de habitação galo-romana, incluindo cerâmica e telhas galo-romanas.
5. Restos de Villa Galo-Romana: Vestígios de uma adega de uma villa galo-romana, juntamente com um poço próximo que foi preenchido durante a Idade Média inicial (vaso carinado).
6. Dependência Histórica: A vila fez parte do antigo condado e posteriormente ducado do Luxemburgo e tinha dependências nas senhorias de Cattenom e Rodemack.
Através da parte oeste do território corre em linha reta uma estrada romana de 3.460 metros de comprimento até a fronteira com Luxemburgo.
A vila pertenceu outrora à Diocese de Metz.
Em 1769, foi anexada pela França. Em 1810, as duas aldeias de Boler e Évange (Ewingen) foram incorporadas.
Pelo Tratado de Frankfurt de 10 de maio de 1871, a vila foi devolvida à Alemanha, onde foi atribuída ao distrito da Lorena no Reichsland Alsácia-Lorena. Após a Primeira Guerra Mundial, a região teve que ser cedida à França em 1919, de acordo com as disposições do Tratado de Versalhes. Durante a Segunda Guerra Mundial, a região foi ocupada pela Wehrmacht alemã.

## Política e Administração
Lista de prefeitos sucessivos para o período especificado:
Março de 1989 a março de 1995: Jean-Paul Jacquot
Março de 1995 a março de 2001: Gérard Theis
Março de 2001 a 2002: Jean-Pierre Marx
Março de 2003 a 2022: Gérard Theis
2022 até o presente: Gérard Michel Schmitt

## Demografia
A população da comuna tem sido rastreada através de censos populacionais realizados desde 1793. Para municípios com menos de 10.000 habitantes, um censo abrangente é realizado a cada cinco anos, com estimativas de população para os anos intermediários calculadas por interpolação ou extrapolação. O primeiro censo exaustivo sob o novo sistema para a comuna foi realizado em 2005.
Em 2020, a comuna tinha uma população de 792 habitantes, representando um aumento de 24,53% em relação a 2014 (Mosela: +0,38%, França excluindo Mayotte: +1,9%).
População Histórica
Ano   Pop.   ±%
1962  267 —    
1968  277   +3,7%
1975   281   +1,4%
1982   320   +13,9%
1990   338   +5,6%
1999   416   +23,1%
2006   541   +30,0%
2009   578   +6,8%

## Cultura e Patrimônio Local
Edifícios Civis
1. Moulin de Boler: Reconstruído em 1787, com a data inscrita na verga da porta de pedestres. Já é mencionado em um mapa da primeira metade do século XVIII.
2. Moulin de Mausmühl (Moinho Mausmühl).
Edifícios Religiosos
1. Église Sainte-Catherine (Igreja de Santa Catarina): Construída em 1514 sobre um promontório rochoso, sobre os alicerces de uma antiga capela. A capela original foi construída pelos Templários entre 1100 e 1300 [citação necessária].
2. Chapelle Sainte-Barbe (Capela de Santa Bárara) em Boler: Fundada no século XV, abriga esculturas do escultor Nicolas Greff desde 1707.
3. Calvaire (Calvário) na aldeia de Évange: Datado de 1540, apresenta motivos de flor-de-lis em suas extremidades, um elemento ausente na maioria dos calvários semelhantes.
4. Cruz no caminho para Boler: Relacionada à lenda de corvos arrancando os olhos de um lobo.
5. Monument aux morts (Monumento aos Mortos).